# Arteră iliacă circumflexă superficială
Artera iliacă circumflexă superficială (sau iliaca circumflexă superficială), cea mai mică dintre ramurile cutanate ale arterei femurale, apare aproape de artera epigastrică superficială și, străpungând fascia lată, se desfășoară lateral, paralel cu ligamentul inghinal, până la creasta iliumului.
Se împarte în ramuri care furnizează sânge tegumentul inghinal, fasciei superficială și glandele limfatice subinginale superficiale, anastomozându-se cu artera iliacă circumflexă profundă, arterele gluteale superioare și artera femurală circumflexă laterală.
La 45% până la 50% din persoane, artera iliacă circumflexă superficială și artera epigastrică inferioară superficială provin dintr-un trunchi comun. În schimb, la 40% până la 45% dintre persoane au o arteră iliacă circumflexă superficială și o arteră epigastrică inferioară superficială care apar din origini separate [1,2].

## Imagini suplimentare

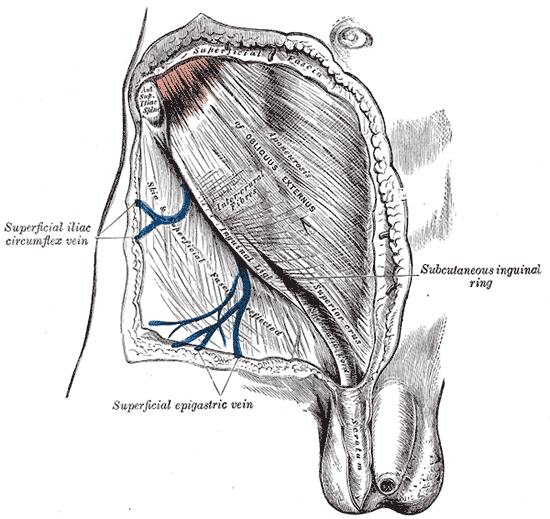
Inelul inghinal subcutanat.
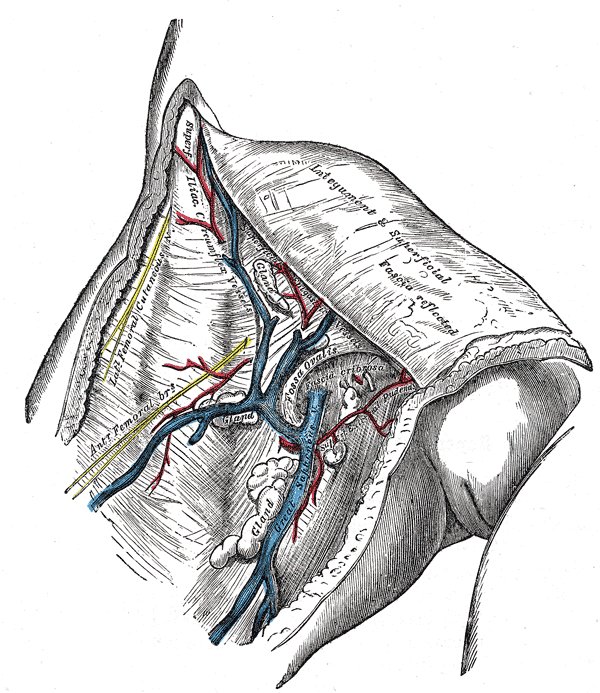
Marea venă safenă și afluenții săi la fosa ovalis.
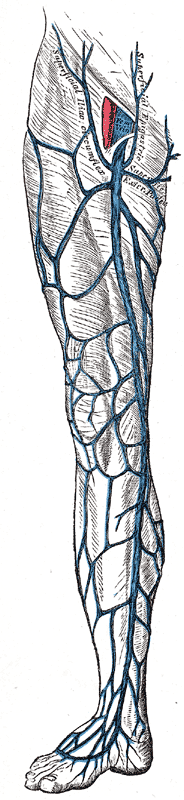
Marea venă safenă și afluenții săi.
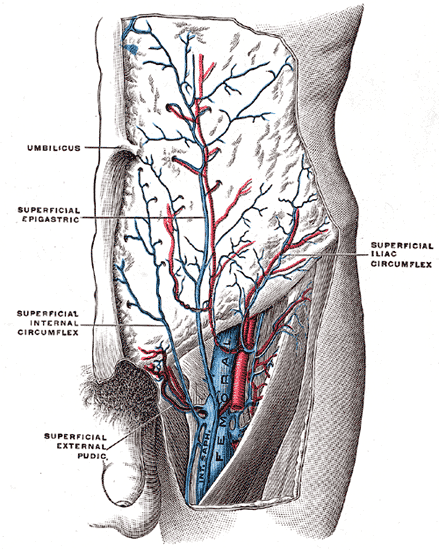
Vena femurală și afluenții săi.
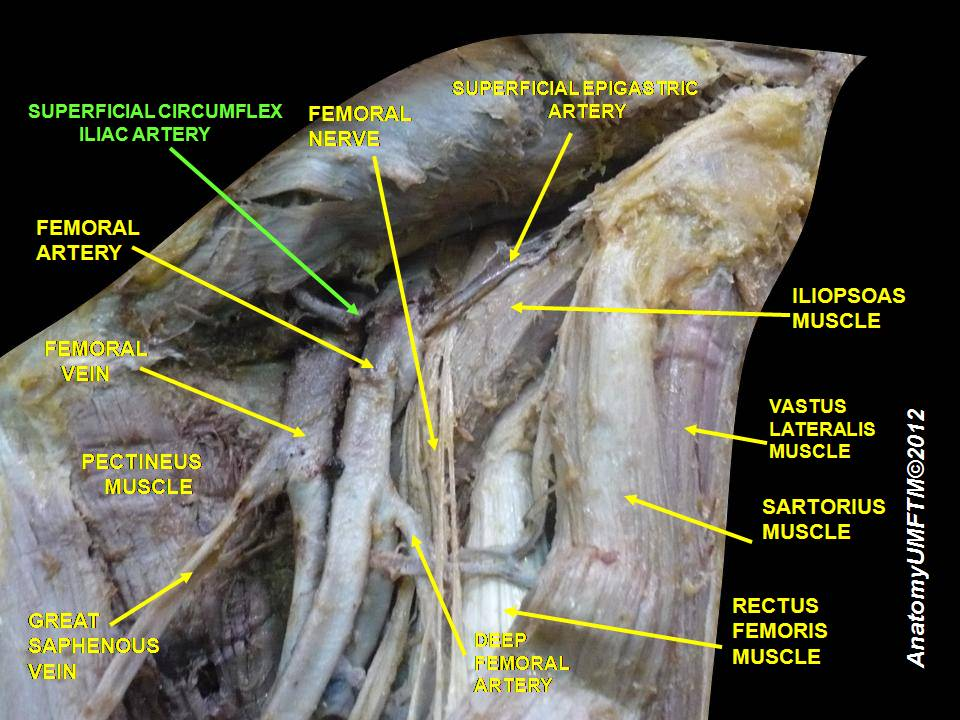
Artera iliacă circumflexă superficială (NOTĂ: această diagramă este etichetată greșit. „Artera iliacă circumflexă superficială” ar trebui schimbată cu „artera epigastrică superficială). Pe măsură ce iliaca circumflexă se îndreaptă lateral către ASIS.
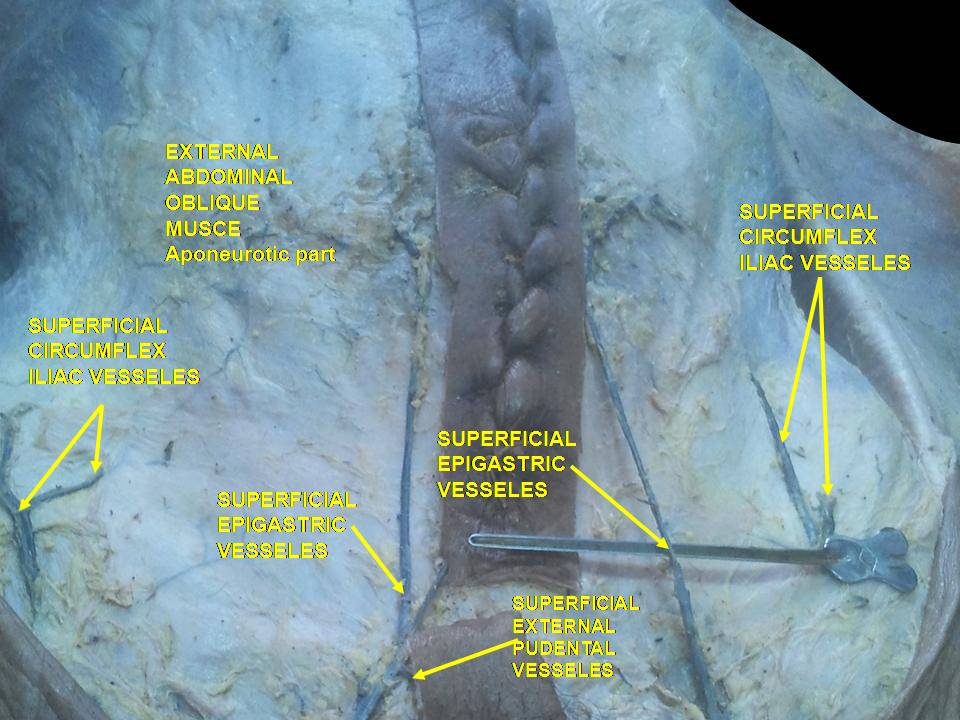
Peretele abdominal anterior. Disecția superficială. Vederea anterioară.